# Deșertul Tirari
Deșertul Tirari este un deșert cu o suprafață de 1600 de kilometri pătrați, în partea de est a regiunii Far North din South Australia.
Deșertul are condiții dificile, cu temperaturi ridicate și precipitații foarte scăzute. Sunt prezente lacuri de sare și dune de nisip care se mișcă de la nord la sud. Zona a fost explorată pentru prima dată de către europeni în anul 1866 și a fost locuită anterior de către un trib mic de aborigeni.

## Geografie
Acesta este situat parțial în Parcul National Lacul Eyre. Cea mai mare parte se află la est de Lacul Eyre de Nord. Cooper Creek trece prin mijlocul deșertului.
Se învecinează cu deșertul Simpson, situat la nord, în timp ce Deșertul Strzelecki este la est și Deșertul Sturt Stony se situează la nord-est.